# Paradisruten
Paradisruten er en del af den regionale cykelrute 38, der løber langs Lollands sydkyst og Guldborg Sund fra Albuen syd for Nakskov via Rødbyhavn og Nysted til Nykøbing F.
Cykelrute 38 fører ad mindre offentlige veje og det sydlollandske dige gennem Lolland Kommune, hvor den benævnes Østersøstien. I den tidligere Nysted Kommune hedder den Paradisruten og går ligeledes ad skovveje, småt befærdede offentlige veje og en sti direkte på den lave kystskrænt øst for Nysted.
Dette stisystem er ikke komplet, og den nylige kommunalreform har efterladt vedligeholdelsen i usikre rammer, på trods af, at hele projektet er etableret med bidrag fra de såkaldte mål-4 midler fra EU.

## Vest for Nysted
Paradisruten starter ved Keldskov lige øst for den lille landsby Handermelle. Derfra fører den ad offentlig vej til Sandager og via en skovsti gennem Dødemosen (et navn med henvisning til et sagn fra 1600-tallets svenskekrige) til Høvængerne. Der kan man se en af Danmarks største sten, Høvængestenen, bragt hertil af isen for 15.000 år siden. Videre går det ad mark- og skovveje til Egholm, rundt om Herritslev mose, forbi Kallehave til Stubberup. Lige nord for Stubberup ligger en lille højmose, Stubberup Mose. 
Fra Stubberup går det ad en marksti forbi Stubberupgården og Ålholm Slot over Alverdens Gang (en dæmning i bunden af Nysted Nor) til Nysted. Fra Stubberupgården er det muligt at foretage en afstikker gennem Ålholms skovlignende park, Hestehaven eller til en skov lidt mod nord, Folehaven. På denne strækning vest om Nysted findes ikke mindre end 4 små havne, nemlig ved Handermelle, Sandager, Høvænge og Stubberup.
Kettinge Kirke ca. 3 km nord for Nysted, er et besøg værd, hvis man interesserer sig for kalkmalerier. Kirkens hvælvinger er helt dækket af malerier, der tilskrives Elmelundemesteren. I Kettinge findes også Kettinge Mølle, der er en hollandsk mølle fra 1891, og som om sommeren er åben for besøg.

## Øst for Nysted
Derefter løber ruten gennem Nysteds havneområde og videre langs noret forbi badestranden med en skanse fra 1801. Øst derfor er anlagt en sti direkte langs havet på kanten af en 1-2 m lav kystskrænt. Den munder ud i en offentlig vej, der fører frem til Lollands sydøstligste hjørne, Holten (en gammel toldstation), hvorfra man i godt vejr med en kikkert kan se havneanlæggene i Rostock.
- udblik mod øst
- udblik mod øst
- udblik mod vest
- udblik mod vest

## Langs Guldborg Sund
Vejen drejer mod nord langs Guldborg Sund, som den nye kommune har navn efter. På hele den næste strækning kan man mod øst besøge et karakteristisk indenfjordslandskab med strandenge og stenstrøninger. Lidt mod nord kommer man til Roden Skov, der blev indrettet som jagtrevir for Ålholm gods. I midten af skoven findes en stor cirkelrund græsplads hvorfra stier udstråler radiært. Derfra kunne man skyde i alle retninger ved de store efterårsjagter efter råvildt. 
Længere mod nord kommer man ud af skoven og når frem til Frejlev Enghave. Der ligger Frejlev Skov, der har en af landets tætteste bestande af oldtidsgrave og i øvrigt en ret bemærkelsesværdig historie. Efter en strækning ad offentlig vej og en skovsti gennem Hestekoppel, kommer man frem til slottet Fuglsang, der også har en interessant historie. Komponisten Emil Hartmanns datter Bodil blev gift med ejeren Neergaard. De gjorde omkring 1900 slottet til et yndet sted for adskillige kulturpersonligheder, bl.a. Edvard Grieg og Carl Nielsen. Lige nu er slottet hjemsted for Storstrøms Kammerensemble. Mod øst, ud mod Guldborg Sund, ligger halvøen Skejten, hvis oldtidsagtige standenge er malet på væggen i Folketingets mødesal af maleren Olaf Rude, der som barn boede på en gård lige syd for Fuglsang. Tæt på herregården ligger nu Fuglsang Kunstmuseum, indviet i januar 2008.
Desværre stopper Paradisruten lige syd for Fuglsang, men der arbejdes på at forlænge og forbedre ruten. Lidt længere mod nord, i Nykøbing, starter en anden rute, Sundruten, der fører fra Nykøbing mod nord på Falster til Guldborg og derfra atter mod syd på Lollandssiden tilbage til Nykøbing.